# Exocelina fume
Exocelina fume es una especie de escarabajo del género Exocelina, familia Dytiscidae. Fue descrita científicamente por Balke en 1998.

## Distribución geográfica
Habita en Australia.